# Ulrike Linnenbrink
Ulrike Linnenbrink (* 1947 in Holzwickede) ist eine deutsche Autorin. Sie studierte an der Pädagogischen Hochschule in Münster, war Lehrerin an Haupt- und Grundschulen des Ruhrgebietes und im Münsterland und lebt seit 1994 als freie Autorin und Buchcover-Designerin mit ihrem Mann in einem kleinen Ort im Münsterland.
Sie ist Ehrenmitglied der „42erAutoren“ und moderiert das Literatur-Magazin „Literatur-Fast-Pur“ im Internet, das zahlreiche Rezensionen enthält, unter anderem von Tom Liehr, Hans Peter Roentgen, Iris Kammerer und anderen.

## Werke
- Hinten am Horizont: Roman. Bastei Lübbe 1993, ISBN 3-404-16111-4.
- Mylopa. Paradies hinter dem Horizont. Web-Site, Ebersdorf 2002, ISBN 3-935982-22-4.
- Herbstliebe. IL-Verlag, Basel 2010, ISBN 978-3-9523521-4-4.
- Fühl mal, Schätzchen. IL-Verlag, Basel 2012, ISBN 978-3-905955-42-2.
- Pflegekind Stephan. IL-Verlag, Basel 2012, ISBN 978-3-905955-41-5.
- Fühl mal, Schätzchen. neobooks (E-Book) 2014, ISBN 978-3-8476-6838-1.
- Mylopa. neobooks (E-Book), 2014, ISBN 978-3-8476-6474-1.
- Spuren im Schnee. neobooks (E-Book) 2014, Pseudonym: Crissy June, ISBN 978-3-8476-1698-6.
- Pflegekind Stephan. neobooks (E-Book), 2015, ISBN 978-3-8476-6696-7.
- Mylopa. Paradies hinter dem Horizont. IL-Verlag, Basel 2016, ISBN 978-3-906240-47-3.